# Théâtre de la Madeleine
El Theatre de la Madeleine és un dels teatres privats més prestigiosos de París.
Va ser construït el 1924 i, d'aleshores ençà, hi han col·laborat dramaturgs de la talla de Sacha Guitry, André Roussin… També hi han actuat artistes com Patrick Bruel, Philippe Torreton, Sami Frey, Jean-Louis Trintignant, Fanny Ardant, Gérard Depardieu, Claudia Cardinale, André Dussollier, Anouk Aimée, Philippe Noiret, Nicole Garcia, Jacques Weber, Isabelle Carré, Charlotte Rampling, Jean-François Balmer, Jean Rochefort, Sylvie Testud, Thierry Lhermitte, Jeanne Moreau, Alain Delon...

## Estrenes
- 1957. La Mamma. Original d'André Roussin.
- 1960. Une femme qui dit la vérité. Original d'André Roussin.
- 1960. Les glorieuses. Original d'André Roussin.
- 1963. Un amour qui ne finit pas. Original d'André Roussin.